# Univerzitní centrum energeticky efektivních budov ČVUT
Univerzitní centrum energeticky efektivních budov (UCEEB) je vysokoškolský ústav ČVUT, zřízený v roce 2012, se sídlem v Buštěhradě. Hlavním posláním centra je přispět ke snížení spotřeby energie a zatížení životního prostředí ve stavebnictví. Toho by mělo být docíleno výzkumem zaměřeným na nové technologie pro energeticky úsporné budovy s důrazem na zdravé vnitřní prostředí.

## Historie
Univerzitní centrum energeticky efektivních budov Českého vysokého učení technického (ČVUT UCEEB) bylo zřízeno v roce 2012 v rámci Operačního programu Výzkum a vývoj pro inovace MŠMT jako jedno z regionálních vědeckovýzkumných center excelence.

### Výzkum
Multioborový tým UCEEB sdružuje vědce ze čtyř fakult ČVUT – stavební, strojní, elektrotechnické a biomedicínského inženýrství. Vědecká, výzkumná a vývojová činnost centra je díky praktické kombinaci jejich know-how zaměřena na celé spektrum problematiky udržitelné výstavby, zejména na:
- inovativní technologie a konstrukční řešení budov a jejich prvků s integrací nových materiálů, pokročilých senzorů a obnovitelných zdrojů energie;
- optimalizaci řídicích systémů budov a zdrojů energie tak, aby kromě energetické a materiálové efektivnosti bylo zajištěno i zdravé vnitřní prostředí;
- využití obnovitelných, recyklovatelných a recyklovaných domácích surovin na bázi dřevní hmoty a odpadních produktů;
- tvorby koncepcí, metodik, směrnic a technických norem pro potřeby státní správy a odborné veřejnosti.[3]

## Sídlo
Univerzitní centrum energeticky efektivních budov ČVUT sídlí na adrese Třinecká 1024 na severozápadním okraji města Buštěhrad, kde byla 15. května 2014 otevřena jeho nová budova. Její stavebně-energetická koncepce byla navržena v souladu s moderními nároky na úspornost a šetrnost k životnímu prostředí. V roce 2019 byla budova ČVUT UCEEB hlasováním členů České rady pro šetrné budovy vybrána mezi TOP 10 přelomových šetrných staveb v ČR. Hlavní hmotou budovy je 9 metrů vysoký blok testovací haly, ke které jsou na severní a východní straně připojeny nižší přízemní části s 21 specializovanými laboratořemi a výukovou místností. Dominantu tvoří administrativní křídlo, položené na střechu laboratoří ve směru západ-východ jako dřevěný hranol se šikmo seříznutými čely.

## Struktura
Výzkum je na ČVUT UCEEB organizačně rozdělen do šesti oddělení:  
- Architektura a životní prostředí
- Energetické systémy budov
- Kvalita vnitřního prostředí
- Materiály a konstrukce budov
- Monitoring a řízení inteligentních budov
- Nanomateriály a biotechnologie